# Melanoselinum edule
Melanoselinum edule är en flockblommig växtart som beskrevs av Carl Georg Oscar Drude. Melanoselinum edule ingår i släktet Melanoselinum och familjen flockblommiga växter. Inga underarter finns listade i Catalogue of Life.